# Norvégia zászlaja
Norvégia zászlaja a többi skandináv országhoz hasonlóan az északi keresztet, vagy skandináv keresztet ábrázolja piros háttérrel. A kereszt kék színű, amelyet fehér sáv fut körbe.
A norvég nemzeti jelkép kialakulása erősen kötődik az ország történelméhez, és ezáltal további két északi ország, Svédország és Dánia nemzeti jelképeihez. A mai lobogót az oslói parlament 1898. december 15-én fogadta el, és további egy évbe telt, míg azt országszerte használni kezdték.
A Spitzbergák, Jan Mayen és a Bouvet-sziget – mint norvég külbirtokok – a norvég zászlót használják.

## Korábban használt zászlók
| Zászló | Leírás |
| ------ | --- |
|        | 1814 előtt Norvégia a dán korona irányítása alá tartozott, így aztán az ország nemzeti lobogója is megegyezett a dán zászlóval. |
|        | Ekkor egy politikai változásokat is hozó forradalom eredményeképpen elszakadt egymástól a két ország, és a norvég parlament saját alkotmányt dolgozhatott ki, és többek között saját zászlót készített. Ez mindössze annyiban különbözött a dán lobogótól, hogy annak bal oldalán a norvég címer oroszlánja is megjelent. Ezt a lobogót 1814. február 27-től egészen 1821. május 6-ig használhatta az ország. Akkoriban sokkal nagyobb jelentősége volt a hajózásnak, ezért valójában ezt a lobogót az ország kereskedelmi flottája használta ekkoriban. (Az igaz, hogy mindössze csak az északi vizeken vonhatták fel ezt a lobogót, hiszen az új állami jelképet nem ismerték a Földközi-tenger kalózai, így a norvég hajók állandó támadásnak voltak kitéve. Ha egy norvég hajó hosszabb útra indult, a svéd zászlót használta.) |
|        | Egy 1815-ben Norvégiára erőszakolt egyezmény folyamán az ország unióra lépett a szomszédos Svédországgal. Ezért a svéd zászló vált a hivatalos norvég kormányépületek lobogójává, a hajók egészen 1821-ig kivételt jelentettek. 1821-ben a bergeni norvég parlament egyik tagja, Frederik Meltzer az ország történelmének felhasználásával új lobogót fogadtatott el. A zászló alapja a dán lobogó maradt, ám ehhez megkülönböztetésül egy kék keresztet is illesztett, amely a svéd unióra utalt. Ez volt a jelenleg is hivatalban lévő lobogó. |
|        | A svéd király azonban nem akarta elismerni a lobogót hivatalos jelképként, abban viszont meggyőzhető volt, hogy az kerüljön fel a svéd lobogó bal felső sarkába, úgy hogy a norvég és a svéd zászló egyvelege jelenjen meg. Ezt a zászlót nevezték Sildesalatennek, amely heringsalátát jelent kinézetére utalva. |
|        | Ezt a lobogót 1844-ben váltották le, ekkor a norvég lobogóra került fel a svéd zászló. Ez egészen 1899-ig maradt rajta. |
|        | Végül az unió bomlásának idejében a norvég parlament 1898-ban emelte hivatalosan is az ország jelképei közé a ma is látható lobogót. 1905-től kezdve a független Norvégia zászlaja. |

## Külső hivatkozások
- Norvégia zászlaja a Világ zászlói (Flags of the World) weboldalon